# Anaerobna digestija
Anaerobna digestija je skup procesa kod kojih mikroorganizmi razlažu bio-razgradivi materijal bez prisustva kisika. Proces se koristi za potrebe industrije i domaćinstava kao način zbrinjavanja otpadom ili za proizvodnju goriva. U prirodi nailazimo na anaerobnu digestiju u zemlji i u sedimentima na dnu jezera i oceana. Tamo se proizvodi metan kojeg je 1776. Otkrio Alessandro Volta. Digestija se dijeli u 4 faze: hidrolizu, acidogenezu, acetogenezu i metanogenezu. Anaerobna digestija se koristi kao dio procesa za tretiranje biorazgradivog otpada i kanalizacije. Kao dio integriranog sustava gospodarenja otpadom, anaerobna digestija smanjuje emisije deponijskih plinova u atmosferu. Anaerobna digestija se naširoko koristi kao izvor obnovljive energije. Jedan od krajnjih produkata je bioplin koji se sastoji od metana, ugljikovog dioksida i ostalih plinova u tragovima. Može se koristiti direktno kao gorivo ili tretirati da se dobije biometan. Digestat, bogat mineralima se može koristiti kao gnojivo.  S napretkom tehnologije i snižavanjem troškova, mnoge države posvećuju povećanu pozornost anaerobnoj digestiji (Velika Britanija, Njemačka, Danska).

## Proces
Jedni od glavnih sudionika u anaerobnoj digestiji su bakterije koje proizvode kiseline (acetogeni) i archae bakterije koje proizvode metan (metanogeni).  Kisik u obliku plina je u procesu je fizički odstranjen iz reakcije. Anaerobi stoga moraju naći druge izvore tvari koja će poslužiti kao primatelj elektrona. To može biti sami organski materijal ili se može dovoditi u obliku anorganskih oksida. Ako je izvor kisika sam organski materijal onda su međuprodukti dominantno alkoholi, aldehidi, organske kiseline i ugljikov dioksid. Uz prisutnost metanogena ti međuprodukti su pretvoreni u metan, ugljikov dioksid, i hidrogen sulfid u tragovima. Većina kemijske energije početnog materijala se ispusti preko metanogena u obliku metana.
S obzirom na to da populacije mikroorganizama trebaju značajan period da se organiziraju čim efektivnije, uobičajeno je da se u početni materijal ubacuju mikroorganizmi s materijala s već postojećim i razvijenim populacijama.

### Faze u procesu
Cjelokupni proces se može opisati na primjeru razgradnje glukoze u CO2 i CH4:
C6H12O6 → 3CO2 + 3CH4
- Hidroliza

U većini slučajeva biomasa se sastoji od velikih organskih polimera. Kako bi bakterije lakše iskoristile energetski potencijal iz materijala, lanci u velikim organskim polimerima se moraju razbiti da bi se dobili manji dijelovi tj. monomeri. Proces razbijanja tih lanaca i otapanja manjih molekula u otopinu, zove se hidroliza. Hidrolizom se kompleksnije molekule razgrađuju u jednostavne šećere, aminokiseline i masne kiseline. Acetat i vodik proizvedeni u prvoj fazi mogu direktno koristiti metanogeni.
- Acidogeneza

U ovoj fazi acidogene bakterije proizvode hlapljive masne kiseline uz amonijak, ugljikov dioksid i hidrogen sulfid uz ostale nusprodukte.
- Acetogeneza

U ovoj fazi produkti nastali acidogenezom se pretvaraju u acetat uz prisustvo ugljikovog dioksida.
- Metanogeneza

U zadnjoj, ključnoj fazi digestije produkti iz prošlih faza se pretvaraju u metan, ugljikov dioksid i vodu koji čine većinu u proizvedenom bioplinu. Metanogeneza je osjetljiva na pH vrijednosti (mora se održavati u rasponu od pH 6.5 do pH 8). Preostali neiskorišteni materijal koji bakterije ne mogu probaviti i ostaci mrtvih bakterija sačinjavaju digestat.

### Regulacija

#### Kontinuirani ili obročni tip
Anaerobna digestija se može vršiti u obrocima ili kontinuirano. Kod procesa u obrocima biomasa se stavlja u reaktor na početku procesa i za vrijeme trajanja procesa reaktor je zatvoren. U jednostavnijoj izvedbi potrebno je „oplemeniti“ biomasu s već procesuiranim materijalom da bi se započela digestija. Najčešće se proizvodnja bioplina vrši po uzorku normalne distribucije. Znajući tu činjenicu može se procijeniti kad je proces završen. Ako se slučajno otvori reaktor mnogo prije završetka može doći do ozbiljnih problema sa smradom.
U kontinuiranom procesu digestije postoji konstantan priljev biomase ili se dodaje u fazama. Krajnji produkti se kontinuirano ili periodički odstranjuju što rezultira konstantom proizvodnjom bioplina.

#### Temperatura
Postoje 2 temperaturna režima na kojima se može vrši digestija i oni određuju kakvi će metanogeni biti prisutni.
- Mezofilička digestija, optimalno na temperatiurama od oko 30 °C do 38 °C ili na okolišnim temperaturama od 20 °C do 45 °C, gdje su mezofili primarni mikroorganizmi prisutni
- Termofilička digestija, optimalno na temperaturama od 49 °C do 57 °C ili na povišenim temperaturama do 70 °C gdje su termofili primarni mikroorganizmi prisutni

#### Sadržaj krutina
Najčešće postoje 3 parametra koji su asocirani s dobavom u digestore:
- Velik udio krutina (suhi supstrat)
- Velik udio krutina (mokri supstrat)
- Mali udio krutina (mokri supstrat)

Digestori s visokim udjelom krutina (suhi) su napravljeni da obrađuju materijale s udjelom krutina između 25 i 40%. Za razliku od mokrih digestora koji obrađuju tekuće mješavine koje se mogu pumpati, suhi digestori moraju obrađivati substrate bez dodatka vode.  Primarni načini djelovanja su kontinuirani vertikalni digestori i slijedni tunelski horizontalni digestori. Kod kontinuiranih vertikalnih digestora sirovina pod utjecajem gravitacije vertikalno pada u digestor. Kod slijednih tunelskih digestora sirovina se polaže u komore nalik tunelima s nepropusnim vratima. Kod kontinuiranog pristupa sirovina se može samljeti da bi se ubrazao proces razgrađivanja.
Digestori s visokim udjelom krutina (mokri) obrađuju gustu suspenziju za koju treba više energije da se miče i procesuira. Debljina materijala može dovesti do problema s abrazijom. Kod ovakvih tipova digestora potrebno je izvršiti određene korekcije u proračunu proizvodnje koji se inače bazira na razrjeđenim otpadnim vodama jer se veliki dio mase sirovine može pretvoriti u bioplin.
Digestori s malim udjelom krutina (mokri) mogu prevesti materijal kroz sustav koristeći pumpe sa znatno nižim unosom energije. Dodatno, potrebna je veća površina zemljišta gdje se odvija digestija zbog velikog omjera pretvorbe tekućine u sirovinu u digestoru. Prednost ovakvog procesa je bolji kontakt bakterija sa sirovinom što utječe na veću stopu proizvodnje bioplina.

#### Kompleksnost
Kod jednostupanjskog digestivnog sustava sve se biološke reakcije odvijaju u jednom zatvorenom reaktoru. Rezultat su manji troškovi proizvodnje, ali zato i manjak kontrole nad reakcijama u sustavu. Acidogene bakterije smanjuju pH vrijednost u spremniku, a metanogene bakterije djeluju u posebnom intervalu pH vrijednosti što znači da su reakcije tih bakterija u kontrastu jedna s drugom. Anaerobna laguna je jedna vrsta jednostupanjskog digestivnog sustava. Te lagune nalikuju bazenima u zemlji koje se koriste za obradu i skladištenje stajnjaka. 
Kod dvostupanjskih digestivnih sustava, različite posude za digestiju se optimiziraju da bi se osigurala maksimalana kontrola nad različitim populacijama bakterija u digestoru. Acidogene bakterije proizvode organske kiseline i razmnožavaju se brže od metanogenih bakterija. Metanogne bakterije zahtijevaju stabilnu temperaturu i pH da bi se poboljšala njihova učinkovitost.

#### Vrijeme odvijanja
Vrijeme odvijanja digestije ovisi o količini i tipu sirovina i s konfiguracijom digestivnog sustava. Kod dvostupanjske mezofiličke digestije, vrijeme odvijanja je između 15 i 40 dana dok je za jednostupanjsku termofiličku digestiju oko 14 dana. Zbog osobina nekih sustava potpuna razgradnja materijala neće biti moguća unutar zadanog vremena. U tom slučaju digestat koji izlazi će biti tamnije boje i imat će intenzivniji smrad. 

### Inhibicija
Anaerobna digestija se može pospješiti s raznim spojevima koje utječu na razne bakterijske grupe. Potencijalni inhibitori su amonijak, sulfidi, ioni lakih metala, teški metali itd.

## Sirovine
Velik naglasak se mora staviti na odabir sirovina za procesuiranje. Skoro svaki organski materijal se može procesuirati anaerobnom digestijom, ali ako je proizvodnja bioplina cilj onda je važno uzeti one sirovine koje su lakše probavljivije. 
Sirovine za procesuiranje mogu biti: otpadni papir, pokošena trava, kanalizacijske vode i klaonički otpad. Sirovine na bazi drva su teško razgradive zbog lignina kojeg anaerobi ne mogu razgraditi te se stoga izbjegava. Eventualno se toplinskom obradom ili ksilofagnim anaerobima može razgraditi lignin. Iako je anaerobna digestija prvotno osmišljena da se tretira kanalizacija, otpadne vode i stajnjak, količina energije nastala razgradnjom je puno manja od maksimalne potencijalne jer su određeni dio energije potrošile životinje koje su proizvele taj otpad.

### Količina vlage
Jedan od parametara koje treba uzeti u obzir je količina vlage sirovine.  Suši substrati kao npr. hrana su pogodniji za digestiju u komorama nalik tunelima. Ti sistemi uobičajeno ne ispuštaju otpadne vode što je prednost u slučajevima kada je ispuštanje tekućina iz digestora problem. Što je materijal vlažniji to je pogodniji za rukovanje s običnim pumpama umjesto energetski intenzivnih betonskih pumpi i fizičkog pomicanja materijala. Dodatno čim je vlažniji materijal tim više zauzima prostora u odnosu na proizvedenu količinu plina.

### Zagađivanje
Stupanj fizičkih zagađivača unutar sirovine kao npr. stakla, plastike ili metala je važan parametar kod anaerobne digestije. Kod povećanog udjela zagađivača potrebno je iste filtrirati jer mogu dovesti do nepravilnog rada digestora. Što je veći udio zagađivača tim je potreban i veći broj strojeva i aparature koji će ih filtrirati i samim time se povećava trošak cijelog sustava.

### Sastav supstrata
Sastav supstrata je važan čimbenik za određivanje prinosa metana i stopu produkcije metana iz biomase. Parametri poput količine krutina i organske analize su važni za projektiranje i rad digestora. Prinos metana se može odrediti iz elementarnog sastava supstrata kao i procjena probavljivosti. Da bi se predvidio sastav bioplina potrebno je procijeniti razdiobu ugljikovog dioksida između tekućih i plinskih faza za što je potrebno znati dodatne informacije poput pH vrijednosti, temperature.

## Primjene
Tehnologija koja primjenjuje anaerobnu digestiju može pomoći u smanjenju emisija stakleničkih plinova na ove načine:
- Zamjena fosilnih goriva
- Smanjenje ili eliminacija energijskog utiska postrojenja za tretiranje otpada
- Smanjenje emisija metana s odlagališta
- Smanjenje industrijski proizvedenih kemijskih gnojiva
- Smanjenje korištenja LP plina za kuhanje

### Otpad i tretiranje otpadnih voda
Anaerobna digestija je posebno prikladna za organski materijal i često se koristi za tretiranje otpadnih voda i kanalizacije. Proces anaerobne digestije može značajno smanjiti količinu organske materije koja bi mogla završiti izbačena u more, na odlagališta ili biti spaljena u spalionicama.  U razvijenim zemljama anaerobna digestija se sve više koristi kao proces za smanjenje otpada i za generiranje korisnih nusprodukta. Da se otpad koji se inače tretira anaerobnom digestijom bacio na odlagalište prirodno bi se razgrađivao i vrlo vjerojatno anaerobno. Stvoreni plin (metan) bi tada pobjegao u atmosferu. S obzirom na to da je metan staklenički plin s 20 puta većim efektom na efekt staklenika nego CO2 to predstavlja ekološki problem. U zemljama gdje se skuplja kućanski otpad, korištenje lokalnih postrojenja za anaerobnu digestiju mogu pomoći pri smanjenju otpada koje se mora prevesti do centraliziranih odlagališta ili spalionica. Time se smanjuje i količina emisija CO2 iz vozila koje vrše taj transport.

### Proizvodnja energije
U zemljama u razvoju jednostavni kućni anaerobni digestivni sustavi i sustavi bazirani na farmama pružaju potencijal za jeftinu energiju za kuhanje i osvjetljenje. Trenutno projekti za anaerobnu digestiju u zemljama u razvoju mogu dobiti financijsku potporu od Ujedinjenih naroda preko Mehanizma čistog razvoja ako uspiju dokazati da će proizvoditi smanjene emisije CO2.
Metan i energija dobivena iz postrojenja koja koriste anaerobnu digestiju se mogu koristiti da zamjene energiju dobivenu iz fosilnih goriva i time smanje emisije stakleničkih plinova jer ugljik iz biorazgradivog materijala je dio ugljikovog ciklusa. Ugljik pušten u atmosferu spaljivanjem bioplina su prije uzele biljke da bi ga iskoristile za svoj rast u nekoj bližoj prošlosti, najčešće u prošlom desetljeću. Ako se nove biljke posade koje će ponavljati ovaj proces onda će sustav biti neutralan u pogledu emisija ugljika. Za usporedbu ugljik iz fosilnih goriva se taložio u zemlji milijunima godina i sagorijevanje istih znatno povećava količinu ugljikovog dioksida u atmosferi. 
Bioplin dobiven tretiranjem kanalizacije se nekad koristi za pokretanje plinskog motora koji proizvodi električnu snagu. Dio otpadne topline motora se koristi za zagrijavanje digestora. Ta otpadna toplina je u pravilu dovoljna da zagrije digestor do traženih temeperatura. 

### Opskrba mreže
Postoji koncept ubacivanja bioplina u mrežu koja koristi prirodni plin. Bioplin se pritom mora preraditi u biometan. Prerada podrazumijeva odstranjivanje zagađivača poput hidrogen sulfida i ugljikovog dioksida. Najkorištenije su metode adsorpcije tlaka (PSA) i procesi absorpcije vodom, a u zadnje vrijeme i razdvajanje preko membrane. Kao alternativa, toplina i električna energija se mogu koristiti u postrojenju gdje se i proizvodi bioplin što rezultira smanjenim gubicima u transportu energije. Prosječni gubici kod sistema transporta plina je oko 1-2%, dok trenutni gubici kod transporta električne energije u velikim sistemima iznosi 5-8%. 

### Gorivo za automobile
Nakon prerade bioplina u biometan, isti se može koristiti kao gorivo u za to primjerenim automobilima. Ovakav način pogona automobila je najrašireniji u Švedskoj, gdje postoji više od 38,600 automobila na plin i 60% plina korištenog je biometan koji je nastao u postrojenjima za anerobnu digestiju.

### Gnojivo
Kruta, vlaknasta komponenta obrađenog materijala se može koristiti kao gnojivo da poveća sadržaj organskih tvari u tlu. Takvo gnojivo za razliku od umjetnog gnojiva ne treba velike količine energije da se proizvede i transportira. Iz toga slijedi da gnojiva nastala anaerobnom digestijom ispuštaju manje ugljikovog dioksida da se naprave nego umjetna gnojiva.

## Produkti
3 glavna produkta su : bioplin, digestat i voda.

### Bioplin
Bioplin je dominantni produkt anaerobne razgradnje organskog materijala i sastoji se pretežno od metana i ugljikovog dioksida s malom količinom vodika i hidgogen sulfida u tragovima. Najveći dio bioplina se proizvede nakon što populacija bakterija naraste, i s vremenom opada kako se smanjuje udio materijala kojeg mogu razgraditi bakterije. Bioplin se obično skladišti pri vrhu digestora u napuhnutom mjehuru ili se izdvaja i skladišti pokraj postrojenja u plinskom spremniku.
Metan iz bioplina se može sagorijevati da proizvodi i toplinu i električnu energiju. Višak električne energije se može prodati dobavljačima električne energije ili poslati u električnu mrežu. Električna energija proizvedena u digestorima se smatra obnovljivim izvorom energije i država može dati subvencije kao poticaj za njen razvoj. 
Bioplin nekad treba tretirati da bi se mogao koristiti za gorivo. Jedan od štetnih nusprodukata je hidrogen sulfid, otrovan plin koji nastaje iz sulfata u sirovini. Hlapljivi siloksani isto mogu zagaditi bioplin, često se mogu naći u kućnom otpadu i otpadnim vodama.

### Digestat
Digestat je kruti ostatak ulaznog materijala u digestor koji bakterije više ne mogu razgraditi. Sastoji se i od mineraliziranih ostataka mrtvih bakterija iz digestora. Digestat može doći u 3 oblika: vlaknastom, tekućem ili mulju kao kombinacija prije spomenutih oblika. 
Drugi nusprodukt (acidogeni digestat) je stabilni organski materijal koji se većinski sastoji od lignina i celuloze, ali i mineralnim komponentama sadržanim u mrtvim bakterijskim stanicama. Kruti digestat se može koristi kao sirovina za proizvodnju etanola.
Treći nusprodukt je tekućina (metanogeni digestat) bogat nutrijentima, koja se može koristiti kao gnojivo što ovisi o kvaliteti materijala koji se razgrađuje. Razine potencijalno otrovnih tvari se trebaju kemijski tretirati. U slučaju kada otpad dolazi iz industrije razine potencijalno otrovnih tvari će biti više i treba se uzeti u obzir kod pronalaženja svrhe tog materijala. 

### Otpadne vode
Završni produkt iz anaerobne digestije je voda koja potječe iz količine vlage iz početnog otpada koji se tretirao i iz vode koja je nastala bakterijskim reakcijama u digestoru. Otpadna voda koja izlazi iz postrojenja će imati povišene razine biokemijske potrebe kisika i kemijske potrebe kisika. Ove vrijednosti upućuju na sposobnost voda da zagade okoliš. Ako bi se otpadna voda s visokom razinom biokemijske potrebe kisika pusti u vodotok, došlo bi do cvjetanja vode. Zato se mora takva voda obraditi, što se i čini tako da se zrak propušta kroz vodu u posebnim reaktorima i jedinici za povratnu osmozu.

## Primjena u Hrvatskoj
Anaerobna digestija i njena primjena dobivaju sve više na važnosti u posljednjih desetak godina u Hrvatskoj, stoga se razvoj i istraživanje stavljaju u prvi plan. Tvrtka Centar za razvoj održivih tehnologija (CROTEH) je osnovana kao razvojno-projektantska tvrtka na području projektiranja, inženjeringa i razvoja tehnologija za obradu i energetsko iskorištavanje biorazgradivih materijala i otpada te komunalnih i industrijskih otpadnih voda. U sastavu CROTEH-a djeluje i laboratorij koji provodi ispitivanja procesa proizvodnje bioplina i određivanja bioplinskog potencijala te analizu i karakterizaciju biorazgradivih otpadnih materijala.
Kao primjer uspješno implementirane anaerobne digestije služi nam Centralni uređaj za pročišćavanje otpadnih voda grada Zagreba (CUPOVZ) čije bioplinsko postrojenje u kogeneraciji proizvodi 70% električne energije za potrebe velikog pogona na Žitnjaku i iz kojeg u Savu izlazi pročišćena voda. Bioplinsko postrojenje kao sirovinu koristi primarni i sekundarni mulj nastao obradom otpadnih voda. Postrojenje podmiruje čak 70% vlastitih potreba za električnom energijom dok viškove isporučuju u mrežu.
Trenutno je u planu i izgradnja jednog bioplinskog postrojenja u gradu Slatini snage 1MW tvrtke Bioplin Proizvodnja d.o.o. koje bi trebalo početi s radom u 2018. godini.